# 사균
사균(駟鈞, ? ~ ?)은 전한 전기의 인물로, 제애왕의 장인이다.

## 행적
고후 8년(기원전 180년), 고후가 죽었다. 제애왕의 동생 유장은 외척 여(呂)씨 일족이 반란을 계획한 것을 알아차려 동생 유흥거과 함께 제애왕에게 거병을 재촉하였고, 진압에 성공하면 제애왕을 황제로 추대하겠다고 하였다.
제애왕은 사균·낭중령 축오·중위 위발과 함께 병사를 일으켜, 여씨 일족이 제나라에 감시역으로 파견한 상 소평을 축출하고 사균을 상으로 임명하였다. 그리고는 여나라의 봉토인 제남을 공격하고, 제후왕들에게 여씨 일족을 규탄하는 격문을 돌렸다.
여씨 일쪽이 주살된 후, 조정의 대신들은 다음 황제를 누구로 할지 논의하였는데, 제애왕의 외척 사균이 포악하니 여씨의 전철을 밟을 것이라고 생각하여, 제애왕 대신 대왕 유항을 황제로 추대하였다(문제). 사균은 정곽후(靖郭侯)에 봉해졌다.
나중에 유흥거가 제북나라에서 반란을 일으켰을 때 조정에 원군을 보내지 않았기 때문에, 반란이 진압된 후 문제 6년(기원전 175년)에 작위가 박탈되었다.

## 출전
- 사마천, 《사기》
  - 권10 효문본기
  - 권19 혜경간후자연표
- 반고, 《한서》
  - 권4 문제기
  - 권8 외척은택후표
  - 권38 고오왕전